# 洗足こども短期大学
洗足こども短期大学（せんぞくこどもたんきだいがく、英語: Senzoku Junior College of Childhood Education）は、神奈川県川崎市高津区久本2-3-1に本部を置く日本の私立大学。1924年創立、1962年大学設置。大学の略称は洗足短大（せんぞくたんだい）、旧大学名は洗足学園短期大学（せんぞくがくえんたんきだいがく、英語: Senzoku Gakuen Junior College）。

## 概観

### 大学全体
- 洗足こども短期大学は、学校法人洗足学園により運営されている日本の私立短期大学で、神奈川県川崎市高津区内の洗足学園音楽大学と同じキャンパスにある。かつては、1学科2専攻と2学科を擁していたが、現在は1学科の単科短大になっている。男女共学だが、女子学生の方が圧倒的に多いものとなっている。

### 教育および研究
- 洗足こども短期大学に設置されている学科は幼児教育保育科となっており、大学附属幼稚園での「教育実習」も取り入れられている。実習を重んじた教育が特徴である。また、当学科学生によるコンサートが催されていることからも、音楽教育に力を入れている様子がうかがえる。過去にあった英文科では、留学プログラムが取り入れられていた。

### 学風および特色
- 現在、洗足こども短期大学は幼児教育保育科のみとなっているが、保育者の養成のみならずコミュニケーション力の育成にも力を入れているのが特徴とされている。また、音楽大学との関わりも深い。

## 沿革
- 1924年 東京都品川区にて平塚裁縫女学校が設置される。
- 1962年 洗足学園短期大学開学。音楽科を置く（在学者数は女子41[1]）
- 1964年 専攻科を設置。
  - 音楽専攻
- 1965年 学科を増設する。
  - 幼児教育科：在学者数は女子30[2]
  - 英文科：在学者数は女子31[2]
- 1967年 音楽科に初めて男子が在籍（学生数：男2、女227[3]）
- 1968年 専攻科を設置。
  - 幼児教育専攻
  - 英文専攻
- 1971年 音楽科に再び男子学生が在籍（男8、女314[4]）
- 1976年 音楽科を専攻分離する
  - 器楽専攻
  - 声楽専攻
- 1985年 幼児教育科に初めて男子が在籍（学生数：男3、女232[5]）
- 2001年 幼児教育科に保育士資格の取得課程が設置される。
- 2003年 1月31日をもって音楽科を正式に廃止する[6]。
- 2005年 幼児教育科を幼児教育保育科と改称。
- 2007年 5月31日をもって英文科を正式に廃止する[6]。
- 2010年 洗足学園短期大学を洗足こども短期大学と改称。

## 基礎データ

### 所在地
- 神奈川県川崎市高津区久本2-3-1

### 交通アクセス
- 武蔵溝ノ口駅・溝の口駅より徒歩8分

### 象徴
- カレッジマークは学園共通のものとなっている。

## 教育および研究

### 組織

#### 学科
- 幼児教育保育科

過去にあった学科
- 音楽科
  - 器楽専攻「演奏」・「教育」の各コースがあった。
  - 声楽専攻「演奏」・「教育」の各コースがあった。

- 英文科

専攻科
かつて、以下の専攻課程があった。
- 音楽専攻
- 幼児教育専攻
- 英文専攻

##### 取得資格
- 幼児教育保育科では、幼稚園教諭二種免許状と保育士資格が取得できる。
- かつて中学校教諭二種免許状が設けられていた。
  - 英語：過去にあった英文科にて設けられていた。
  - 音楽：過去にあった音楽科にて設けられていた。

## 学生生活

### 部活動・クラブ活動・サークル活動
- 洗足こども短期大学のクラブ活動（一覧）
  - 体育系：スカッシュ・サッカー・水泳・フレッシャークラブ・バスケットボール・Dr.Fish（FREE STYLE / HIP HOP DANCE）ほか
  - 文化系：児童文化・陶芸・書道・ジャズ＆コーラス・Swingin' Express!!（ビッグバンド）・おはなしコンチェルト・コールファンタジア（コーラス）・ほか

### 学園祭
- 洗足こども短期大学の学園祭は毎年11月に行われている。

## 大学関係者と組織

### 大学関係者一覧
- 下尾直子：幼児教育保育科准教授、元ニッポン放送アナウンサー、フリーアナウンサー

### 卒業生
- 宇江佐りえ（タレント・実業家）
- 江藤菜摘（タレント・レースクイーン）
- 木村美穂（お笑いタレント「阿佐ヶ谷姉妹」・女優）音楽科卒業
- 冨田リカ（モデル・教育カウンセラー）
- 由紀さおり（歌手・女優）英文科卒業
- 渡辺真知子（シンガーソングライター）音楽科卒業

## 施設

### キャンパス
- キッズスクウェア：短大事務局・大教室・体育館・温水プールほか
- アンサンブル・シティ：教室棟。コンピューター室や楽器室、保健室がある。
- ターミナルL：レッスン棟。他に図書館がある。所蔵数はおよそ120,000冊となっている。
- エチュードステーション：練習棟。
- ブラックホール：大学コンテンポラリー系コース専用棟。ミュージカルコースのダンススタジオやレコーディングスタジオなどがある。
- カレッジセンター：学生食堂「MUSE」や教職員食堂「糸竹」、河合楽器売店「ドミナント」がある。
- 前田ホール：日本初の19世紀ヨーロッパ型コンサートホールとなっており、客席1,114席を有する。ステージ内にあるパイプオルガンはカール・シュッケ率いるベルリン・オルガン製作所によるものとなっている。

### 食堂
- 教職員食堂「糸竹」
- カフェテリア「MUSE」

## 対外関係

### 他大学との協定
- これまで、協定を結んできた大学一覧

#### アメリカ
- スポーケンフォールズコミュニティー大学
- ウエスタンオレゴン大学
- ベルビュー大学
- メリーマウント大学
- レズリー大学
- トリニティー大学
- コルビーソイヤー大学
- ウェストバージニア大学
- ウエブスター大学
- セントラル・アーカンソー大学
- イースタンイリノイ大学
- サンタフェ大学
- アイダホ大学
- シャミナード大学

#### オーストラリア
- ウロンゴン大学

### 併設校
- 洗足学園音楽大学
- 洗足学園中学校・高等学校
- 洗足学園小学校
- 洗足学園大学附属幼稚園

## 進路

### 就職
- 音楽科：音楽関連企業や中学校音楽教師としての就職者がいたものとみられる。シンガーソングライターの渡辺真知子は声楽専攻卒業後、音楽界へデビューを果たしている。
- 英文科：一般企業への就職者が大半となっていた。
- 幼児教育科&幼児教育保育科：保育所や幼稚園への就職者が目立っている。就職率は22年連続100％（2018年1月末現在）

### 編入学・進学実績
- 系列の洗足学園大学以外の実績としては以下のものがある。
  - 音楽科
    - 器楽専攻・声楽専攻：常葉学園大学ほか[8]

  - 英文科：文京女子大学・神田外語大学・桜美林大学・杏林大学・専修大学・大東文化大学・中央大学・神奈川大学・京都精華大学ほか[8]
  - 幼児教育科&幼児教育保育科：聖徳大学・東京家政大学・明星大学ほか[8]